# Veslování na Letních olympijských hrách 1956
Veslování na Letních olympijských hrách 1956 v Melbourne.

## Medailisté

### Muži
| Disciplína              | Zlato | Stříbro | Bronz |
| Skif                    | Vjačeslav Ivanov · Sovětský svaz (URS) | Stuart MacKenzie · Austrálie (AUS) | John B. Kelly, Jr. · Spojené státy americké (USA) |
| Dvojskif                | Sovětský svaz (URS) · Alexandr Berkutov · Jurij Tjukalov | Spojené státy americké (USA) · Pat Costello · Jim Gardiner | Austrálie (AUS) · Murray Riley · Mervyn Wood |
| Dvojka bez kormidelníka | Spojené státy americké (USA) · James Fifer · Duvall Hecht | Sovětský svaz (URS) · Igor Buldakov · Viktor Ivanov | Rakousko (AUT) · Alfred Sageder · Josef Kloimstein |
| Dvojka s kormidelníkem  | Spojené státy americké (USA) · Arthur Ayrault · Conn Findlay · Armin Seiffert                                                                                                  | Tým sjednoceného Německa (EUA) · Karl-Heinrich von Groddeck · Horst Arndt · Rainer Borkowsky                                                                         | Sovětský svaz (URS) · Ihor Jemčuk · Heorhij Žilin · Vladimir Petrov                                                                                        |
| Čtyřka bez kormidelníka | Kanada (CAN) · Archibald McKinnon · Lorne Loomer · Walter D'Hondt · Donald Arnold                                                                                              | Spojené státy americké (USA) · John Welchli · John McKinlay · Art McKinlay · James McIntosh                                                                          | Francie (FRA) · René Guissart · Yves Delacour · Gaston Mercier · Guy Guillabert                                                                            |
| Čtyřka s kormidelníkem  | Itálie (ITA) · Alberto Winkler · Romano Sgheiz · Angelo Vanzin · Franco Trincavelli · Ivo Stefanoni                                                                            | Švédsko (SWE) · Olle Larsson · Gösta Eriksson · Ivar Aronsson · Evert Gunnarsson · Bertil Göransson                                                                  | Finsko (FIN) · Kauko Hänninen · Reino Poutanen · Veli Lehtelä · Toimi Pitkänen · Matti Niemi                                                               |
| Osmiveslice             | Spojené státy americké (USA) · Thomas Charlton · David Wight · John Cooke · Donald Beer · Caldwell Esselstyn · Charles Grimes · Rusty Wailes · Robert Morey · William Becklean | Kanada (CAN) · Philip Kueber · Richard McClure · Robert Wilson · David Helliwell · Donald Pretty · Bill McKerlich · Douglas McDonald · Lawrence West · Carlton Ogawa | Austrálie (AUS) · Michael Aikman · David Boykett · Fred Benfield · Jim Howden · Garth Manton · Walter Howell · Adrian Monger · Brian Doyle · Harold Hewitt |

## Přehled medailí
| Pořadí | Země                           | Zlato  | Stříbro | Bronz | Celkově |    |
| ------ | ------------------------------ | ------ | ------- | ----- | ------- | -- |
| 1      | Spojené státy americké (USA)   | 3      | 2       | 1     | 6       |    |
| 2      | Sovětský svaz (URS)            | 2      | 1       | 1     | 4       |    |
| 3      | Kanada (CAN)                   | 1      | 1       | 0     | 2       |    |
| 4      | Itálie (ITA)                   | 1      | 0       | 0     | 1       |    |
| 5      | Austrálie (AUS)                | 0      | 1       | 2     | 3       |    |
| 6      | Tým sjednoceného Německa (EUA) | 0      | 1       | 0     | 1       |    |
| 6      | Švédsko (SWE)                  | 0      | 1       | 0     | 1       |    |
| 8      | Rakousko (AUT)                 | 0      | 0       | 1     | 1       |    |
| 8      | Francie (FRA)                  | 0      | 0       | 1     | 1       |    |
| 8      | Celkem                         | Celkem | 7       | 7     | 7       | 21 |